# إيفان إس. كونيل
إيفان إس. كونيل (بالإنجليزية: Evan S. Connell)‏ (17 أغسطس 1924، كانساس سيتي في الولايات المتحدة - 10 يناير 2013، سانتا فيه في الولايات المتحدة)؛ كاتِب ومؤلِّف، شاعر وروائي أمريكي.

## روابط خارجية
- إيفان إس. كونيل على موقع IMDb (الإنجليزية)
- إيفان إس. كونيل على موقع الموسوعة البريطانية (الإنجليزية)
- إيفان إس. كونيل على موقع مونزينجر (الألمانية)
- إيفان إس. كونيل على موقع أول موفي (الإنجليزية)
- إيفان إس. كونيل على موقع قاعدة بيانات الفيلم (الإنجليزية)
- إيفان إس. كونيل على موقع كينوبويسك (الروسية)